# بخش ویچوگسکی
بخش ویچوگسکی (به لاتین: Vichugsky District) یک منطقهٔ مسکونی در روسیه است که در استان ایوانوف واقع شده‌است.